# Plasmaviridae

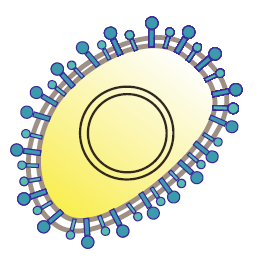

Plasmaviridae és una família de virus bacteriòfags, monocatenaris que infecten bacteris. El virions tenen un embolcall, un complex de nucleoproteïnes, i una càpside Fan de 50 a 125 nm de diàmetre.

## Genoma
El genoma és condensat i no segmentat consta d'una molècula circular superenrotllada bicatenaria d'ADN de 12.000 parells de bases de llargada. El genoma té un 32% de contingut de G-C.